# أوغدن ويتني
أوغدن ويتني (بالإنجليزية: Ogden Whitney) هو كاريكاتيري وفنان وكاتب أمريكي، (ولد في كامبريدج في الولايات المتحدة 1918  م).